# Christine Nougaret
Pour les articles homonymes, voir Nougaret.
Christine Nougaret, née Chapalain le 23 novembre 1958 à Saint-Mandé (Seine), est une archiviste, enseignante-chercheuse et historienne française.
Archiviste-paléographe et conservatrice générale du patrimoine, elle est directrice d'études à l’École nationale des chartes de 2007 à 2019, où elle enseigne l’histoire des institutions, la diplomatique et l'archivistique contemporaines, après avoir exercé comme conservatrice aux Archives municipales de Nantes, aux Archives nationales françaises et à la Direction des archives de France.

## Biographie

### Formation
Christine Chapalain est admise quatrième sur vingt à l'École nationale des chartes à l'issue du concours d'entrée de 1978. Elle y obtient le diplôme d'archiviste paléographe en 1981 après avoir soutenu une thèse d'établissement intitulée Misère et assistance dans le diocèse de Rennes au XVIIIe siècle. Elle est  major de sa promotion.

### Carrière professionnelle
Le 15 novembre 1982, Christine Nougaret est nommée conservatrice aux Archives municipales de Nantes. Dix ans plus tard, le 1er septembre 1991, elle est nommée à la Direction des archives de France. Elle est ensuite nommée aux Archives nationales françaises le 1er février 1995, en tant que cheffe du centre d'accueil et de recherche (CARAN). Le 30 septembre 1996, elle devient présidente du Comité des normes de description du Conseil international des archives. Experte reconnue au niveau international en matière d'instruments de recherche, elle y contribue notamment à l'élaboration de la norme ISAD(G). À la Direction des archives de France, elle est nommée responsable des relations internationales auprès de l'inspection générale des archives de France le 21 avril 1997. Elle revient aux Archives nationales en 1999, en tant que responsable de la Section des archives personnelles et familiales.
À partir du 1er septembre 2000, elle est directrice d'études associée à l'École des chartes en archivistique contemporaine, poste auquel elle est reconduite le 1er septembre 2003. Le 27 février 2006, elle devient responsable de la Section ancienne des Archives nationales.
Le 1er septembre 2007, Christine Nougaret est nommée directrice d'études à l’École nationale des chartes, sur la chaire d'histoire des institutions, de diplomatique et d'archivistique contemporaines. Elle prend sa retraite en 2019.
En 2017, elle remet un rapport intitulé Une stratégie nationale pour la collecte et l'accès aux archives publiques à l'ère numérique à la ministre de la Culture Audrey Azoulay.
De 2016 à 2019, elle est vice-présidente du Conseil supérieur des archives. Elle appartient depuis 2018 au Comité d'histoire du ministère de la Culture.

## Ouvrages
- Misère et assistance dans le pays de Rennes au XVIIIe siècle, Nantes, Cid-Éditions, 1989  (ISBN 2-904633-27-8)
- Les Instruments de recherche dans les archives, Paris, La Documentation française, 1999 (avec Bruno Galland)  (ISBN 2-911601-13-0)
- Archives et nations dans l'Europe du XIXe siècle, Paris, École nationale des chartes, 2004 (avec Bruno Delmas)  (ISBN 2-900791-65-0)
- Les Archives privées : manuel pratique et juridique, Paris, La Documentation française, 2008 (avec Pascal Even)  (ISBN 978-2-11-006852-1)
- L'Édition critique des textes contemporains, XIXe – XXe siècle, Paris, École nationale des chartes, 2015 (avec Elisabeth Parinet)  (ISBN 978-2-35723-062-0)

## Distinctions

### Prix
- Prix de la Société française d'histoire des hôpitaux ex-aequo pour sa thèse d'établissement Misère et assistance dans le diocèse de Rennes au XVIIIe siècle (1983)[15].

### Décorations
- Chevalier de la Légion d'honneur (2014)[16].
- Officier de l'ordre des Arts et des Lettres en 2013[17] (chevalier en 2003[18]).